# Matteo Oleotto
Matteo Oleotto (Gorizia, 16 marzo 1977) è un regista italiano.

## Biografia
Intraprende studi di recitazione alla Civica accademia d'arte drammatica Nico Pepe di Udine, per poi trasferirsi a Roma e diplomarsi nel 2005 al Centro sperimentale di cinematografia. Qui scrive e dirige i suoi primi lavori, tra cui Stanza 21, che si aggiudica la menzione della giuria del Festival Internazionale del Cinema di Belgrado, e il film di diploma A doppio filo. Le sue prime opere vengono invitate in numerosi festival, lavora come assistente di Roberto Dordit nel film Apnea e per vari programmi televisivi di emittenti nazionali. Nel 2007 interpreta un ruolo nella commedia Lezioni di cioccolato di Claudio Cupellini.
Nel 2013 presenta il lungometraggio Zoran - Il mio nipote scemo alla 70ª Mostra internazionale d'arte cinematografica di Venezia nell'ambito della Settimana Internazionale della Critica, vincendo il Premio del Pubblico "RaroVideo". Nel 2014, tra i molti premi vinti in vari festival, vince il Globo d'oro.

## Filmografia

### Regista
- Stanza 21 – cortometraggio (2003)
- Can Can – cortometraggio (2004)
- A doppio filo – cortometraggio (2005)
- Zoran - Il mio nipote scemo (2013)
- Volevo fare la rockstar – serie TV (2019)
- Mai scherzare con le stelle! – film TV (2020)
- Tutta colpa della fata Morgana – film TV (2021)
- Se mi lasci ti sposo – film TV (2022)
- Eppure cadiamo felici – miniserie TV (2023)
- Doc - Nelle tue mani 3 – serie TV (2024)
- Maschi veri – serie TV, 4 episodi (2025)

### Attore
- Lezioni di cioccolato, regia di Claudio Cupellini (2007)